# Sokszálas proporcionális kamra

A drótkamra sematikus rajza

Erővonalak és ekvipotenciális felületek keresztmetszete egy drótkamrában

A drótkamra vagy többszálas proporcionális kamra (MWPC) vagy proporcionális kamra a proporcionális számláló egy típusa, amelyik töltött részecskéket és fotonokat detektál az ionizáló sugárzás részecskéi által keltett ionizáció mérésével. Georges Charpak fejlesztette ki 1968-ban, a CERN-ben. Korábban a részecskék detektálásához buborékkamra- és szikrakamra-fényképfelvételek tömegét kellett megvizsgálni, ami lassú és munkaigényes folyamat volt, és ezért alkalmatlan ritka folyamatok vizsgálatára. A számítógéppel összekötött drótkamra mindezt automatizálta.